# District central (Botswana)
Pour les articles homonymes, voir District central.

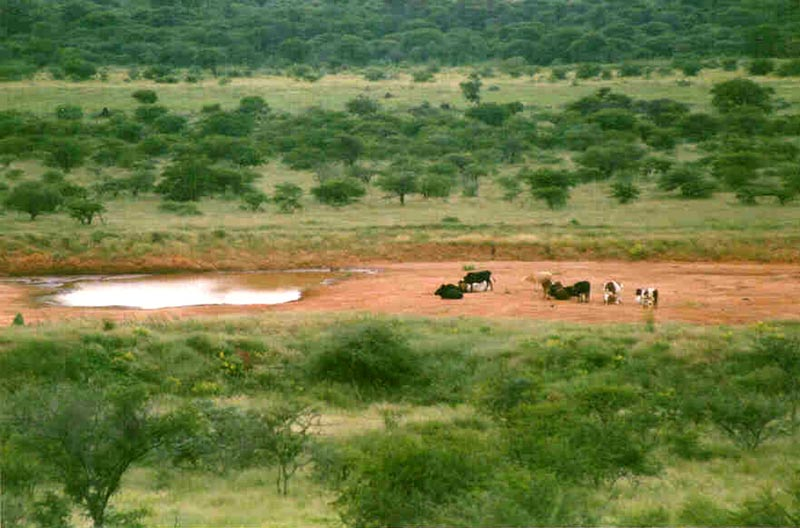
Point d'eau à Serowe

Le District central est un district du Botswana, situé dans le centre-est du pays. Sa capitale est Serowe. Le District central est le plus grand district du Botswana en termes de superficie et de population. Il englobe le territoire traditionnel du peuple Ngwato. Certains des Tswana les plus influents sur le plan politique sont originaires de ce district, notamment les anciens présidents Seretse Khama, Festus Mogae et Seretse Ian Khama. Le district est limitrophe des districts botswanais de Chobe au nord, du Nord-Ouest au nord-ouest, de Ghanzi à l'ouest, de Kweneng au sud-ouest, de Kgatleng au sud, du district du Nord-Est au nord-est, ainsi que le Zimbabwe également au nord-est (provinces du Matabeleland septentrional et du Matabeleland méridional) et l'Afrique du Sud au sud-est (province de Limpopo).
En 2011, la population totale du district était de 576 064 habitants, contre 501 381 en 2001. Le taux de croissance de la population au cours de la décennie était de 1,40. La population du district représentait 28,45 % de la population totale du pays. Les principales zones de peuplement du District central comprennent Palapye et Serowe, deux des plus grands villages traditionnels d'Afrique. Le district comprend également des affluents du fleuve Limpopo, qui sont sujets à des crues soudaines lorsque des pluies torrentielles se déversent à l'est dans le Limpopo. Le district est administré par une administration de district et un conseil de district qui sont responsables de l'administration locale. Le nombre total de travailleurs s'élève à 186 943 dont 95 717 hommes et 91 221 femmes, la majorité d'entre eux travaillant dans le secteur des transports et de la communication.

## Géographie

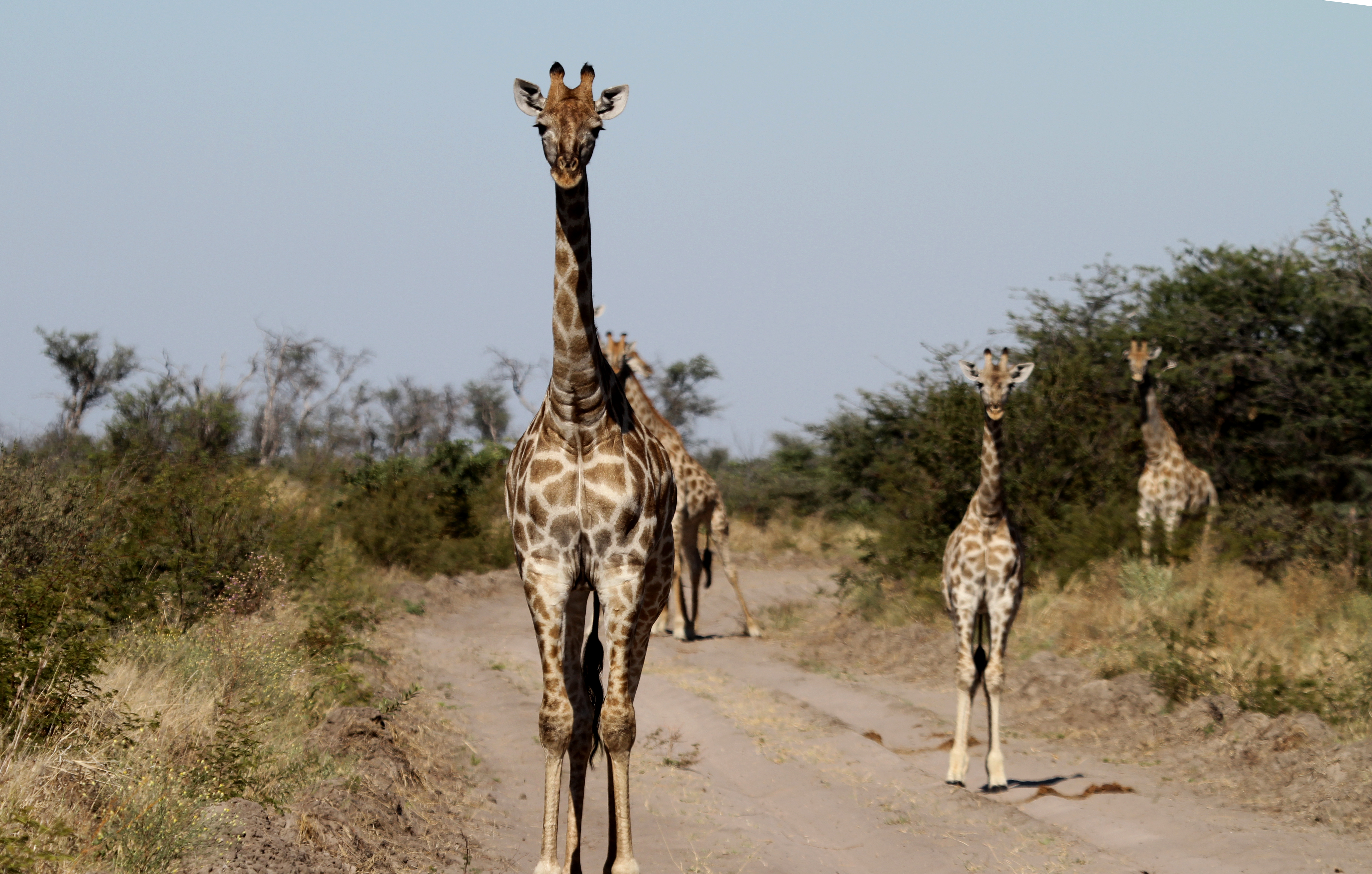
Faune autour de la rivière Boteti

Au nord-est, le District Central est limitrophe des provinces zimbabwéennes du Matabeleland septentrional et méridional. Au sud-est, de la province sud-africaine de Limpopo. Il est bordé au nord-est par le district du Nord-Est, au sud par le district de Kgatleng, au sud-ouest par celui de Kweneng, au nord par celui de Ghanzi et au nord-ouest par le district du Nord-Ouest. Les principales attractions touristiques et zones de chasse du district et de l'est du pays sont Francistown, Selebi-Phikwe, Solomon's Wall, Lepokole Hills, Tswapong Hills (en), Moremi Gorge, les peintures rupestres de Motlhabaneng, le barrage de Letsibogo (en), le sanctuaire des rhinocéros de Khama (en), les collines de Shoshong, le Khama III Memorial Museum, le Supa Ngwao Museum, la résidence royale et le cimetière de Khama ainsi que la réserve de chasse de Mashatu.
La majeure partie du Botswana présente des pentes de plateau qui s'étendent d'est en ouest. La région a une altitude moyenne d'environ 915 m au-dessus du niveau de la mer. La végétation est de type savane, avec des herbes hautes, des buissons et des arbres. Les précipitations annuelles sont de l'ordre de 650 mm, la plus grande partie étant reçue pendant la saison estivale, de novembre à mai. La plupart des cours d'eau de la région sont saisonniers, le Limpopo, qui est sujet à des crues soudaines, étant le plus important. Il existe des conflits entre l'expansion agricole (en) et la protection de la faune indigène dans le District central. Le district compte plusieurs rivières saisonnières, notamment le Boteti et la Lepashe, dont le débit atteint le Pan de Makgadikgadi pendant la saison des pluies.

## Démographie
En 2011, la population totale du district était de 576 064 habitants, contre 501 381 en 2001. Le taux de croissance de la population au cours de la décennie était de 1,40. La population du district représentait 28,45 % de la population totale du pays. Le rapport de masculinité était de 94,01 pour 100 hommes, contre 91,82 en 2001. La taille moyenne des ménages était de 3,37 en 2011, contre 4,51 en 2001. Il y avait 18 838 artisans et travailleurs assimilés ; 5 678 employés de bureau, 35 256 personnes exerçant une profession élémentaire ; 2 359 législateurs, administrateurs et gestionnaires ; 5 921 opérateurs d'usines et de machines et assembleurs ; 3 022 professionnels ; 12 864 travailleurs des services, des magasins et des marchés ; 9 019 travailleurs agricoles qualifiés et travailleurs assimilés ; et 7 325 techniciens et professionnels assimilés, soit une main-d’œuvre totale de 101 149 personnes.

## Éducation et économie

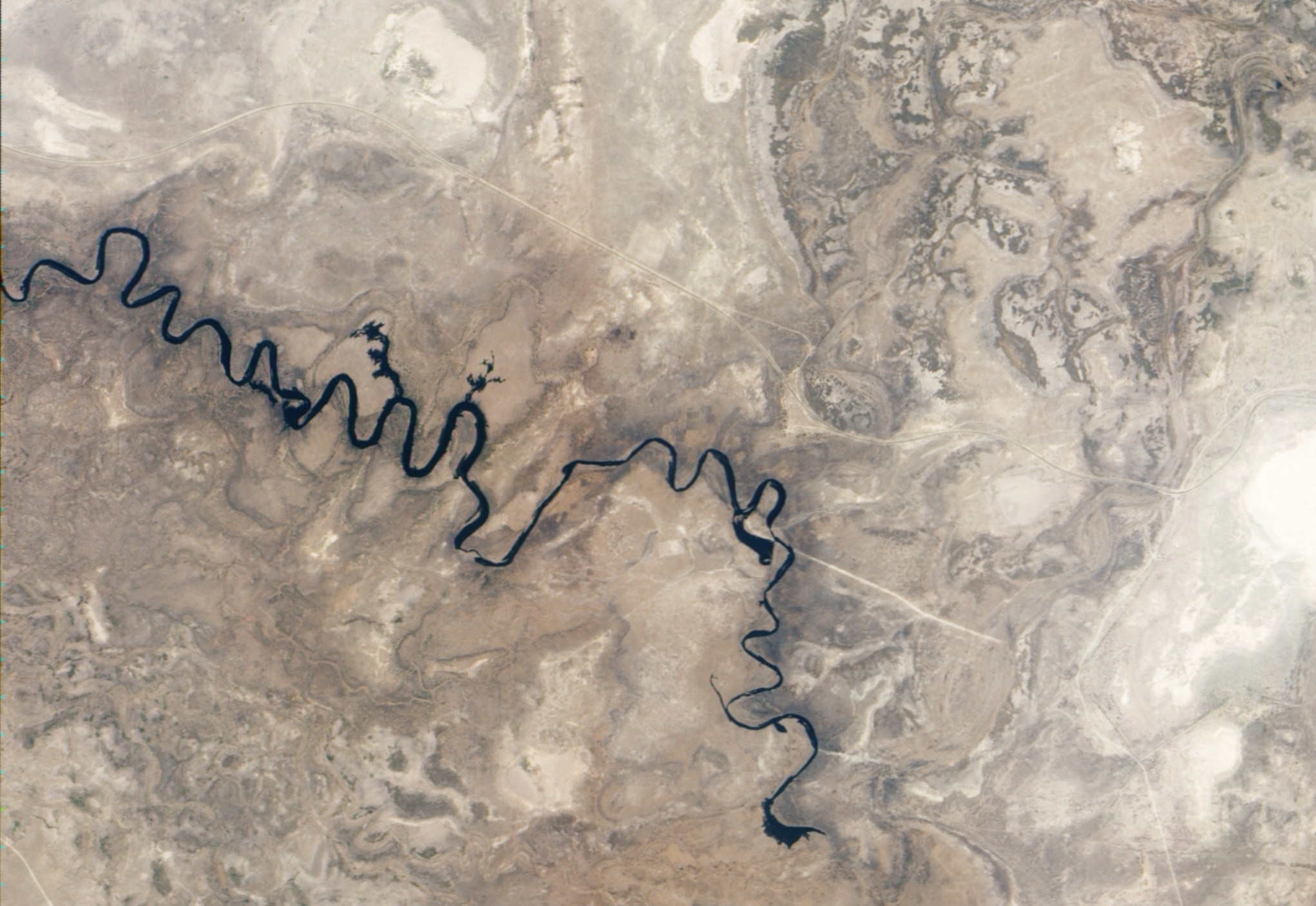
Vue aérienne de la rivière Boteti

En 2011, le district comptait 264 écoles, dont 23,30 % d'écoles privées. Le nombre total d'élèves dans les écoles du Conseil était de 113 632, tandis qu'il était de 3 848 dans les écoles privées. Le nombre total d'élèves inscrits dans le district était de 117 480 : 57 378 filles et 60 102 garçons. Le nombre total d'enseignants qualifiés était de 4 585, dont 3 441 femmes et 1 144 hommes. Il y avait environ 132 enseignants temporaires, 69 hommes et 201 femmes. Il n'y avait pas d'enseignants non formés dans le district.
En 2006, 80 594 personnes travaillaient dans l'agriculture, 8 423 dans la construction, 14 237 dans l'éducation, 1 165 dans l'électricité et l'eau, 1 034 dans la finance, 49 dans les missions à l'étranger, 4 396 dans la santé, 4 218 dans l'hôtellerie et la restauration, 10 664 dans l'industrie manufacturière, 4 900 dans les mines et carrières; 2 894 dans les autres services privés, 8 385 dans les ménages privés, 16 022 dans l'administration publique, 4 489 dans l'immobilier, 3 927 dans les transports et la communication, et 21 546 dans le commerce de gros et de détail. Le nombre total de travailleurs était de 186 943, dont 95 717 hommes et 91 221 femmes.

## Administration
Le Botswana a obtenu son indépendance du Royaume-Uni en 1966 et a adapté le cadre de l'administration coloniale pour former son administration de district. Les politiques ont été modifiées entre 1970 et 1974 pour résoudre certains problèmes fondamentaux. Le district est administré par une administration de district et un conseil de district qui sont responsables de l'administration locale. Les politiques administratives sont définies par le ministère des collectivités locales. Les principales activités du conseil sont l'administration tribale, le développement des zones reculées et la gouvernance locale. Les pouvoirs exécutifs du conseil sont confiés à un commissaire nommé par le gouvernement central. L'aile des services techniques du ministère des collectivités locales est responsable du développement des routes, des infrastructures dans les villages comme l'approvisionnement en eau, les écoles et les installations de loisirs. L'ensemble du personnel de l'administration locale est recruté par l'intermédiaire des services unifiés de l'administration locale (ULGS) et le ministère de l'administration locale est responsable de sa formation, de son déploiement et de l'évolution de sa carrière. 
Les sous-districts du District Central créés dans le cadre du parc national de développement du district sont Bobonong, Boteti, Mahalapye, Orapa, Selebi Pikwe, Serowe Palapye, Sowa Town et Tutume.

## Villes
Les principales villes (par ordre décroissant de population) sont :
- Selebi-Phikwe ;
- Serowe (capitale) ;
- Mahalapye ;
- Palapye ;
- Bobonong ;
- Letlhakane ;
- Tonota ;
- Tutume ;
- Mmadinare ;
- Orapa ;
- Shoshong ;
- Lerala.

## Villages
- Kedia
- Khwee
- Kodibeleng
- Kudumatse
- Majwanaadipitse
- Makwate
- Malatswai
- Matlhako
- Matsitama
- Mmanxotae
- Mmeya
- Mogapi
- Mogapinyana
- Mogome
- Mokgenene
- Mokgware
- Mokoboxane
- Mokoswane
- Mokubilo
- Moreomabele
- Motshegaletau
- Mosolotshane
- Topisi
- Toromoja
- Tshokatshaa